# Guglielmo di Brunswick-Lüneburg
Guglielmo di Brunswick-Lüneburg, detto "il Vittorioso" (1392 circa – 25 luglio 1482), fu duca di Brunswick-Lüneburg. Viene anche indicato come Guglielmo III o, erroneamente, Guglielmo IV.

## Biografia
Era il figlio maggiore di Enrico di Brunswick-Lüneburg e della prima moglie, Sofia di Pomeriana. Ereditò il ducato Lüneburg-Celle nel 1416 e spodestò lo zio Bernardo I di Brunswick-Lüneburg dal principato di Wolfenbüttel nel 1428.
Nel 1432, durante una campagna militare, venne deposto dal fratello Enrico il Pacifico e mantenne solo la parte ad ovest di Wolfenbüttel (sulla riva ovest del fiume Leine, separata dal resto dei domini dal vescovato di Hildesheim), che diverrà noto con il nome di Calenberg. 
Alla morte di Enrico, deceduto senza eredi nel 1473, rientrò in possesso di entrambe le parti di Wolfenbüttel.

## Matrimonio ed eredi
Sposò nel 1423 Cecilia (morta nel 1449), figlia di Federico I di Brandeburgo. Dal matrimonio nacquero i seguenti figli:
- Federico (1424-1495);
- Guglielmo (1425-1503).

## Ascendenza
|                                     |   |                                 | Genitori                |  |  | Nonni |  |  | Bisnonni                           |  |  | Trisnonni                        |  |
|                                     |   |                                 |                         |  |  |       |  |  | Magnus I di Brunswick-Wolfenbüttel |  |  | Alberto II di Brunswick-Lüneburg |  |
|                                     |   |                                 |                         |  |  |       |  |  | Magnus I di Brunswick-Wolfenbüttel |  |  | Alberto II di Brunswick-Lüneburg |  |
|                                     |   | Rixa di Werle                   |                         |  |  |       |  |  | Magnus I di Brunswick-Wolfenbüttel |  |  |                                  |  |
| Magnus II di Brunswick-Wolfenbüttel |   |                                 |                         |  |  |       |  |  | Magnus I di Brunswick-Wolfenbüttel |  |  |                                  |  |
|                                     |   | Sofia di Brandeburgo            | Enrico I di Brandeburgo |  |  |       |  |  |                                    |  |  |                                  |  |
|                                     |   | Sofia di Brandeburgo            | Enrico I di Brandeburgo |  |  |       |  |  |                                    |  |  |                                  |  |
|                                     |   | Sofia di Brandeburgo            | …                       |  |  |       |  |  |                                    |  |  |                                  |  |
| Enrico di Brunswick-Lüneburg        |   | Sofia di Brandeburgo            |                         |  |  |       |  |  |                                    |  |  |                                  |  |
|                                     |   | Bernardo III di Anhalt-Bernburg | …                       |  |  |       |  |  |                                    |  |  |                                  |  |
|                                     |   | Bernardo III di Anhalt-Bernburg | …                       |  |  |       |  |  |                                    |  |  |                                  |  |
|                                     |   | Bernardo III di Anhalt-Bernburg | …                       |  |  |       |  |  |                                    |  |  |                                  |  |
| Caterina di Anhalt-Bernburg         |   | Bernardo III di Anhalt-Bernburg |                         |  |  |       |  |  |                                    |  |  |                                  |  |
|                                     |   | …                               | …                       |  |  |       |  |  |                                    |  |  |                                  |  |
|                                     |   | …                               | …                       |  |  |       |  |  |                                    |  |  |                                  |  |
|                                     |   | …                               | …                       |  |  |       |  |  |                                    |  |  |                                  |  |
| Guglielmo di Brunswick-Lüneburg     |   | …                               |                         |  |  |       |  |  |                                    |  |  |                                  |  |
|                                     | … | …                               |                         |  |  |       |  |  |                                    |  |  |                                  |  |
|                                     | … | …                               |                         |  |  |       |  |  |                                    |  |  |                                  |  |
|                                     | … | …                               |                         |  |  |       |  |  |                                    |  |  |                                  |  |
| Vartislao VI di Pomerania           | … |                                 |                         |  |  |       |  |  |                                    |  |  |                                  |  |
|                                     |   | …                               | …                       |  |  |       |  |  |                                    |  |  |                                  |  |
|                                     |   | …                               | …                       |  |  |       |  |  |                                    |  |  |                                  |  |
|                                     |   | …                               | …                       |  |  |       |  |  |                                    |  |  |                                  |  |
| Sofia di Pomerania                  |   | …                               |                         |  |  |       |  |  |                                    |  |  |                                  |  |
|                                     |   | …                               | …                       |  |  |       |  |  |                                    |  |  |                                  |  |
|                                     |   | …                               | …                       |  |  |       |  |  |                                    |  |  |                                  |  |
|                                     |   | …                               | …                       |  |  |       |  |  |                                    |  |  |                                  |  |
| …                                   |   | …                               |                         |  |  |       |  |  |                                    |  |  |                                  |  |
|                                     |   | …                               | …                       |  |  |       |  |  |                                    |  |  |                                  |  |
|                                     |   | …                               | …                       |  |  |       |  |  |                                    |  |  |                                  |  |
|                                     |   | …                               | …                       |  |  |       |  |  |                                    |  |  |                                  |  |
|                                     |   | …                               |                         |  |  |       |  |  |                                    |  |  |                                  |  |